# Quinton Ross
Quinton Ross, né le 30 avril 1981, à Dallas, au Texas, est un joueur américain de basket-ball. Il évolue aux postes d'arrière et d'ailier. 